# Un ange à ma table
Un ange à ma table è un singolo tratto dall'album La République des Meteors del gruppo rock francese Indochine, pubblicato nel 2009.

## Il brano
Il brano è un duetto con Suzanne Combeaud, cantante e bassista del gruppo Pravda, che è anche coautrice dei testi. Meglio classificato dell'altro singolo Le lac, ha avuto un buon successo.
Il brano è stato di nuovo registrato nel marzo 2011 per produrne una versione in giapponese cantata con la cantante nipponica Anwe, i cui introiti sono stati versati  alla Croce Rossa giapponese in favore delle vittime del terremoto del 2011.

## Video
Nel video appaiono Nicola e Suzanne che cantano il brano in un loft ed immagini degli altri membri del gruppo, a colori e in bianco e nero, spesso sovrapposte come in una proiezione.

## Tracce
CD promozionale
1. Un ange à ma table – 4:20 (testo: Nicola Sirkis, Suzanne Combeaud – musica: Nicola Sirkis, Olivier Gérard)

## Formazione
- Nicola Sirkis – voce, chitarra
- Suzanne Combeaud – voce
- Olivier Gérard – chitarra, tastiere, piano
- Boris Jardel – chitarra
- Marc Eliard – basso
- François Matuszenski – piano, tastiere
- Mr Shoes – batteria, percussioni

## Classifiche
| Classifica (2010) | Posizione massima |
| ----------------- | ----------------- |
| Francia           | 5                 |
| Belgio            | 17                |